# Arturo Belano
Arturo Belano es el alter ego del escritor chileno Roberto Bolaño, personaje que figura en varias de sus obras. Su primera aparición como tal fue en la novela Estrella distante. El nombre de pila se debe al de Arthur Rimbaud, joven poeta francés por el que Bolaño sentía una gran admiración.
La aventura más importante de Belano fue como protagonista en Los detectives salvajes, al lado de Ulises Lima, personaje que representa al amigo de Bolaño, el poeta mexicano Mario Santiago Papasquiaro (quien también apareció anteriormente de manera fugaz en Consejos...).
La trayectoria del personaje a través de las obras de Bolaño otorga a Arturo Belano el carácter autobiográfico del escritor, tanto a un nivel tangible como psicológico. En una entrevista, el propio autor afirmó que para él Belano representa lo que hubiera querido ser, o bien aquello de lo que se salvó de ser.

## Belano en la literatura
La biografía ficticia de Belano no se encuentra cronológicamente dispuesta.
Su primera aparición conocida fue en la novela corta Estrella distante, a pesar de que Bolaño ya había aparecido explícitamente como personaje secundario, sin su alter ego, en la novela en común con su amigo A. G. Porta, Consejos de un discípulo de Morrison a un fanático de Joyce (1984).
En el libro de cuentos Llamadas telefónicas aparece explícitamente en los cuentos El Gusano y Detectives. En el primero, un joven Belano de 16 años escapando del colegio en México, D. F. para pasarse el día leyendo, visitando librerías, viendo películas y conociendo personajes peculiares. En el segundo, Bolaño recrea su detención en Chile luego de su regreso desde México poco antes de iniciado el Golpe de Estado de 1973. Adicionalmente, el protagonista o narrador de varios de los cuentos restantes posee características que concuerdan con la de Belano. Esto es claro, por ejemplo, en el cuento Compañeros de celda.
Desde Los detectives salvajes el lector le perderá la pista, cuando, según el último capítulo de la segunda parte, Belano desaparece sin dejar rastro, posiblemente muerto en una emboscada.
«Los soldados ya comenzaban a alejarse y allí mismo le dijimos adiós. Jean-Pierre le dio un apretón de manos y yo un abrazo. López Lobo se había adelantado y Jean-Pierre y yo comprendimos que no deseaba despedirse de nosotros. Luego Belano se puso a correr, como si en el último instante creyera que la columna se iba a marchar sin él, alcanzó a López Lobo, me pareció que se ponían a hablar, me pareció que se reían, como si partieran de excursión, y así atravesaron el claro y luego se perdieron en la espesura.» (en: Los detectives salvajes).
Arturo Belano reaparece en la novela siguiente del autor, Amuleto (1999), donde su adolescencia y primera juventud entre los años 1970 y 1974 es narrada por la uruguaya residente en México, D. F., Auxilio Lacouture. En ella se cuentan pasajes de un joven Belano, su partida a Chile para apoyar a Salvador Allende en 1973, en un viaje en bus por Latinoamérica que lo lleva a Guatemala, El Salvador, Nicaragua, Costa Rica, Panamá, Colombia, Ecuador y Perú; y su posterior regreso a México tras el Golpe de Estado de Chile, en enero de 1974, que provoca un cambio y madurez en el personaje, así como un cambio en sus amistades por chicos más jóvenes que él (sólo mantiene la amistad con el poeta Ernesto San Epifanio). Auxilio observa cómo Belano se hace amigo de Ulises Lima y otros poetas que conformarán el movimiento realista visceral (del que se habla más extendidamente en Los detectives salvajes), y se entera de su segunda partida de México, esta vez de manera definitiva.
Belano resurgirá posteriormente presumiblemente en varios de los cuentos de Putas asesinas (2001), a veces bajo el nombre de B o bien como narrador sin nombre explícito. En el cuento Fotos, sin embargo, aparecerá nombrado explícitamente, en el período de su viaje a Liberia constatado en Los detectives salvajes, y reflexionando sobre los poetas franceses, su propio pasado y el de sus amigos:
«[...] el tiempo y su lejana soberanía pueden ser un suspiro, piensa Belano mientras contempla los pájaros subidos a las ramas, siluetas en la línea del horizonte, un electrocardiograma que se agita o despliega las alas a la espera de su muerte, de mi muerte, piensa Belano, y luego se queda largo rato con los ojos cerrados, como si estuviera reflexionando o llorando con los ojos cerrados, y cuando los vuelve a abrir allí están los cuervos, allí está el electroencefalograma temblando en la línea del horizonte africano [...]» (en: Putas asesinas).
El escritor argentino Rodrigo Fresán, amigo personal de Bolaño, matiza que el alter ego Belano es un «supuesto álter ego»:
«En alguna conversación, como al pasar, Bolaño se confesó tentado de que Belano acabara como una suerte de eternauta viajando a través del tiempo y transmitiendo desde el futuro. Y digo supuesto alter ego porque me parece que con Belano, Bolaño consiguió algo mucho más interesante que el habitual disfraz que utiliza un escritor para convertirse en personaje.» (El último caso del detective salvaje, en Página/12).
Roberto Bolaño falleció en 2003, víctima de una larga enfermedad hepática. Póstumamente han sido publicadas otras obras suyas, entre las cuales se encuentran la novela 2666 (2004), que según el crítico Ignacio Echevarría está narrada por Arturo Belano, y el libro de cuentos El secreto del mal (2007), en cuyo cuento «Muerte de Ulises» vuelve a utilizar a Belano como protagonista.